# 12482 Pajka
12482 Pajka è un asteroide della fascia principale. Scoperto nel 1997, presenta un'orbita caratterizzata da un semiasse maggiore pari a 2,4165382 UA e da un'eccentricità di 0,1611443, inclinata di 8,63143° rispetto all'eclittica.